# Teatro Cerezo
El teatro Cerezo es un teatro municipal de Carmona, provincia de Sevilla, Andalucía, España. Se encuentra en el actual paseo del Estatuto. Fue construido en la década de 1930.

## Historia
En 1927 el Ayuntamiento remodeló la plaza del Arrabal y la alameda de Alfonso XIII. El Ayuntamiento expropió un solar de 1600 metros cuadrados. A un vecino llamado Bernardo Enrique Cerezo, de origen cordobés, le tocó un millón de pesetas en la Lotería Nacional en 1928 y solicitó la cesión de este terreno para construir un teatro. Esta cesión se realizó en 1931.
En él se aprecian el eclecticismo, el art nouveau y la secesión vienesa. Fue diseñado por Julián Otamendi con la ayuda de José Enrique Marrero. Fue construido entre 1931 y 1934.
Tras el fallecimiento de Enrique Cerezo sus herederos vendieron el edificio a Manuel Velayos Cebrián. Luego fue heredado por María del Carmen Velayos que, a partir de 1954, comenzó a segregar partes del inmueble para hacer camerinos, cocheras y una vivienda. Al final lo vendió todo a Gerardo Peña, Pedro Ávila y Antonio Domínguez, que hicieron algunas divisiones más. En 1984 una parte albergó una sucursal del Monte de Piedad y Caja de Ahorros de Córdoba.
En 1942 se proyectó en él la película Malvaloca, de Luis Marquina.
El Ayuntamiento quiso adquirirlo por 24 millones de pestas y dos terrenos públicos en 1989 pero un proceso judicial retrasó la compra hasta 1994, y finalmente se adquirió por 67 millones de pesetas.
En 2008 fue incluido en el Catálogo General del Patrimonio Histórico Andaluz por pertenecer al Movimiento Moderno.
Es el lugar donde se realizan las representaciones del concurso de carnaval del municipio.
En 2015 se realizaron algunas obras de mejora.